# Дидёва
Дидёва — село, располагавшееся берегах Сана. Большая часть его, существовавшая до 1946 года, расположена на территории нынешнего Самборского района Львовской области Украины. Вторая, незначительная, находится на территории гмины Лютовиска Бещадского повята Подкарпатского воеводства Польши.

## История
Село Дидёва было основано в 1529 году краковским воеводой Петром Кмита. В селе в 1589 году была сооружена церковь, на месте которой в 1740 году была построена следующая деревянная церковь, которая сгорела в 1859 году. В 1860 году здесь была построена деревянная трёхсрубная церковь Успения Пр. Богородицы, которая в 1956 году была разрушена пограничниками. Сейчас на этом месте есть памятная таблица, установленная местными жителями. В село приезжал известный украинский писатель Иван Франко, который вместе с женой посещал своего школьного друга — местного священника отца Иоанна Кузив, знатока этнографии бойков. Здесь был полеводческий союз «Сила» и читальня «Просвещение». Село, население которого по состоянию на 1938 год составляло 1332 человека, было выселено в течение 1940—1946 гг. в результате операции очищения пограничной полосы. Церковный инвентарь, сохранявшийся до 1993 года в церкви села Днестрик-Дубовый, был перемещен переселенцами из Дидёвой на Сокальщину (Львовская область). На территории бывшего села сохранились руины усадьбы, взорванной в 1960 году, руины «доме столяра», в котором в 80-х годах XIX века гостил Иван Франко (в 1890 году он был арестован в Дидёвой), а также руины другого большого дома, несколько могил на кладбище и два придорожных креста.